# This Is It (альбом Майкла Джексона)
This Is It (з англ. — Ось і все) — посмертна збірка хітів американського поп-співака Майкла Джексона. Цей альбом є саундтреком до фільму Michael Jackson's This Is It, що був випущений 28 жовтня 2009 у всіх кінотеатрах світу. Однойменна пісня з альбому була випущена як промо-сингл на CD.

## Складова альбому
На першому диску знаходяться хіти Джексона у тому порядку, у якому вони з‘являлися в однойменному фільмі. Завершує перший диск пісня This Is It та її оркестрова версія. Другий диск складається всього з 4 композицій: демо-версії до пісень «She's Out Of My Life», «Wanna Be Startin' Somethin'» та «Beat It». Останнім треком є поема «Planet Earth», написана та зачитана Джексоном під час сесій альбому «Dangerous».

## Трек-лист
CD 1
| #     | Назва                                                       | Автор                                          | Тривалість |
| ----- | ----------------------------------------------------------- | ---------------------------------------------- | ---------- |
| 1.    | «Wanna Be Startin' Somethin'»                               | Майкл Джексон                                  | 6:03       |
| 2.    | «Jam (feat. Heavy D)»                                       | Майкл Джексон Рене Мур Брюс Свіден Тедді Райлі | 5:39       |
| 3.    | «They Don’t Care About Us»                                  | Майкл Джексон                                  | 4:46       |
| 4.    | «Human Nature»                                              | Стів Поркаро Джон Беттіс                       | 4:06       |
| 5.    | «Smooth Criminal»                                           | Майкл Джексон                                  | 4:18       |
| 6.    | «The Way You Make Me Feel»                                  | Майкл Джексон                                  | 4:59       |
| 7.    | «Shake Your Body (Down to the Ground) (feat. The Jacksons)» | Майкл Джексон Ренді Джексон                    | 3:54       |
| 8.    | «I Just Can't Stop Loving You (feat. Саіда Гарретт)»        | Майкл Джексон                                  | 4:12       |
| 9.    | «Thriller»                                                  | Род Темпертон                                  | 5:58       |
| 10.   | «Beat It»                                                   | Майкл Джексон                                  | 4:18       |
| 11.   | «Black or White»                                            | Майкл Джексон                                  | 4:17       |
| 12.   | «Earth Song»                                                | Майкл Джексон                                  | 6:47       |
| 13.   | «Billie Jean»                                               | Майкл Джексон                                  | 4:55       |
| 14.   | «Man in the Mirror»                                         | Глен Баллард Саіда Гарретт                     | 5:20       |
| 15.   | «This Is It (feat. The Jacksons)»                           | Майкл Джексон Пол Анка                         | 3:38       |
| 16.   | «This Is It (feat. The Jacksons) (Orchestra Version)»       | Майкл Джексон Пол Анка                         | 4:55       |
| 78:05 |                                                             |                                                |            |

CD 2
| #     | Назва                                | Автор         | Тривалість |
| ----- | ------------------------------------ | ------------- | ---------- |
| 1.    | «She's Out Of My Life (Demo)»        | Том Балер     | 3:19       |
| 2.    | «Wanna Be Startin' Somethin' (Demo)» | Майкл Джексон | 5:43       |
| 3.    | «Beat It (Demo)»                     | Майкл Джексон | 2:05       |
| 4.    | «Planet Earth (Poem)»                | Майкл Джексон | 3:15       |
| 14:22 |                                      |               |            |